# Piula Cave Pool
Piula Cave Pool (auch: Fatumea Pool) ist ein natürlicher Süßwasser-Pool an der Küste von Upolu in Samoa. Der Pool gehört zum Gelände der historischen Methodist Chapel von Piula.  Politisch gesehen gehört das Gebiet zu Lufilufi im Distrikt Atua. Der Pool befindet sich 26 km östlich der Hauptstadt Apia an der romantischen Scenic Coastal Road. Zugang ist durch das Gelände des Piula Theological College möglich. Treppen führen vom Gelände hinunter zum Pool.
Der Ort ist ein beliebtes Badeziel für Einheimische und Besucher. Der Pool wird durch eine Quelle gespeist, die aus einer Lavahöhle (Lavaröhre) entspringt und gleich darauf ins Meer entwässert. In der Hauptöffnung der Grotte auf der Nordseite gibt es einen kurzen Unterwassertunnel der zu einer weiteren Grottenöffnung an der Ostseite des Pools führt. Man kann den Ort von Montag bis Samstag besuchen und es gibt kleine fale als Umkleidekabinen für Besucher. Das College erhebt eine kleine Eintrittsgebühr.
Süßwasser-Pools sind entlang der Küste von Savaiʻi und Upolu vergleichsweise häufig. Sie haben sich durch vulkanische Aktivität gebildet, wenn Lavaströme an der Außenseite abkühlten und im Inneren die noch heißt Lava abfloss und so Höhlungen bildete. Oft haben diese Höhlen, wie im vorliegenden Fall die Funktion von Wasserleitungen angenommen. Auf gleiche Weise entstanden die Falemauga Caves im Landesinnern.

## Geschichte
Die Methodist Mission in Samoa erwarb das Land in Lufilufi zur Einrichtung einer Ausbildungsinstitution 1868 und benannte den Ort „Piula Theological College“. Der Name Piula ist eine Transliteration des biblischen Namens Beulah.

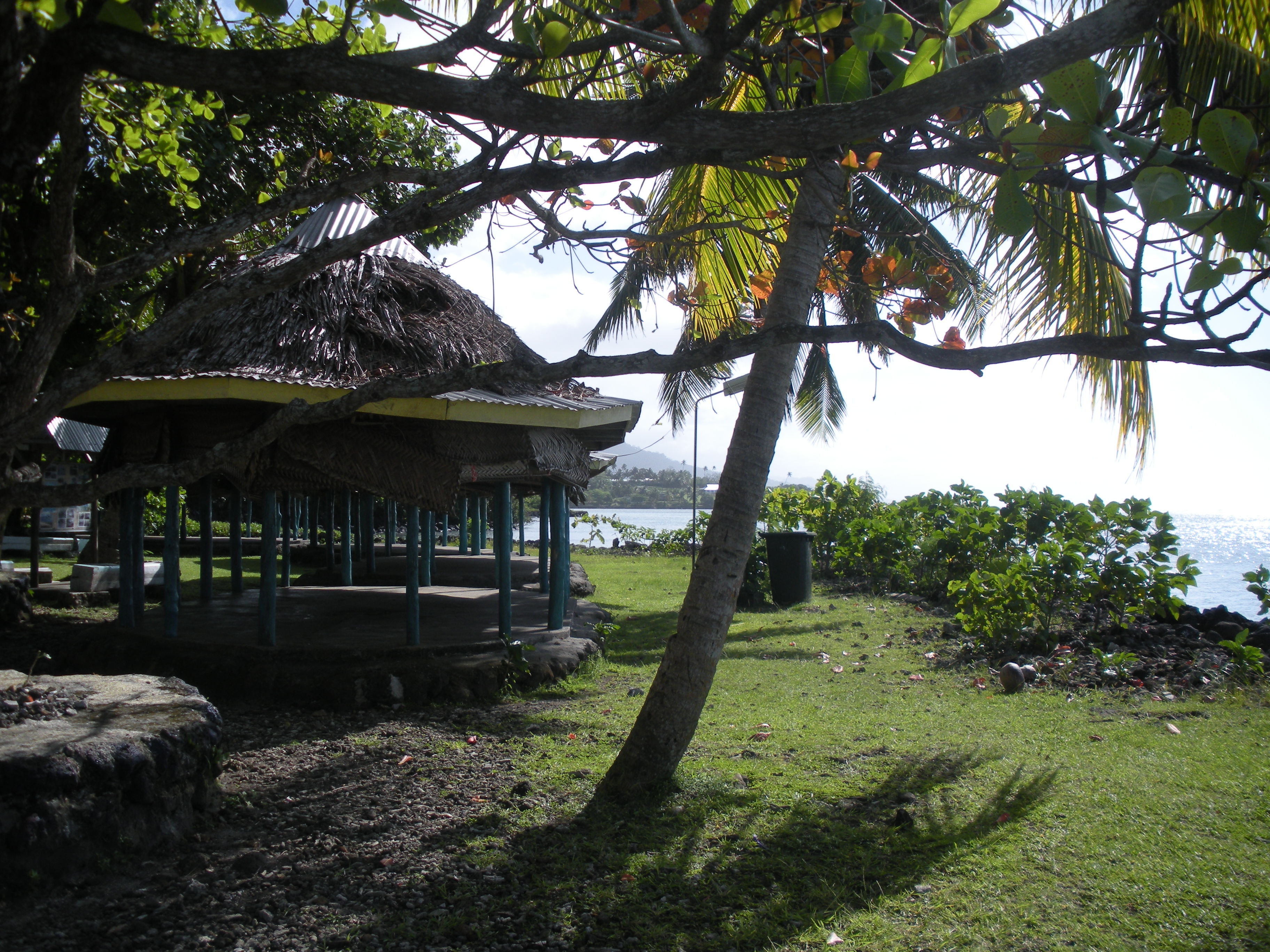
fale für Besucher am Pool
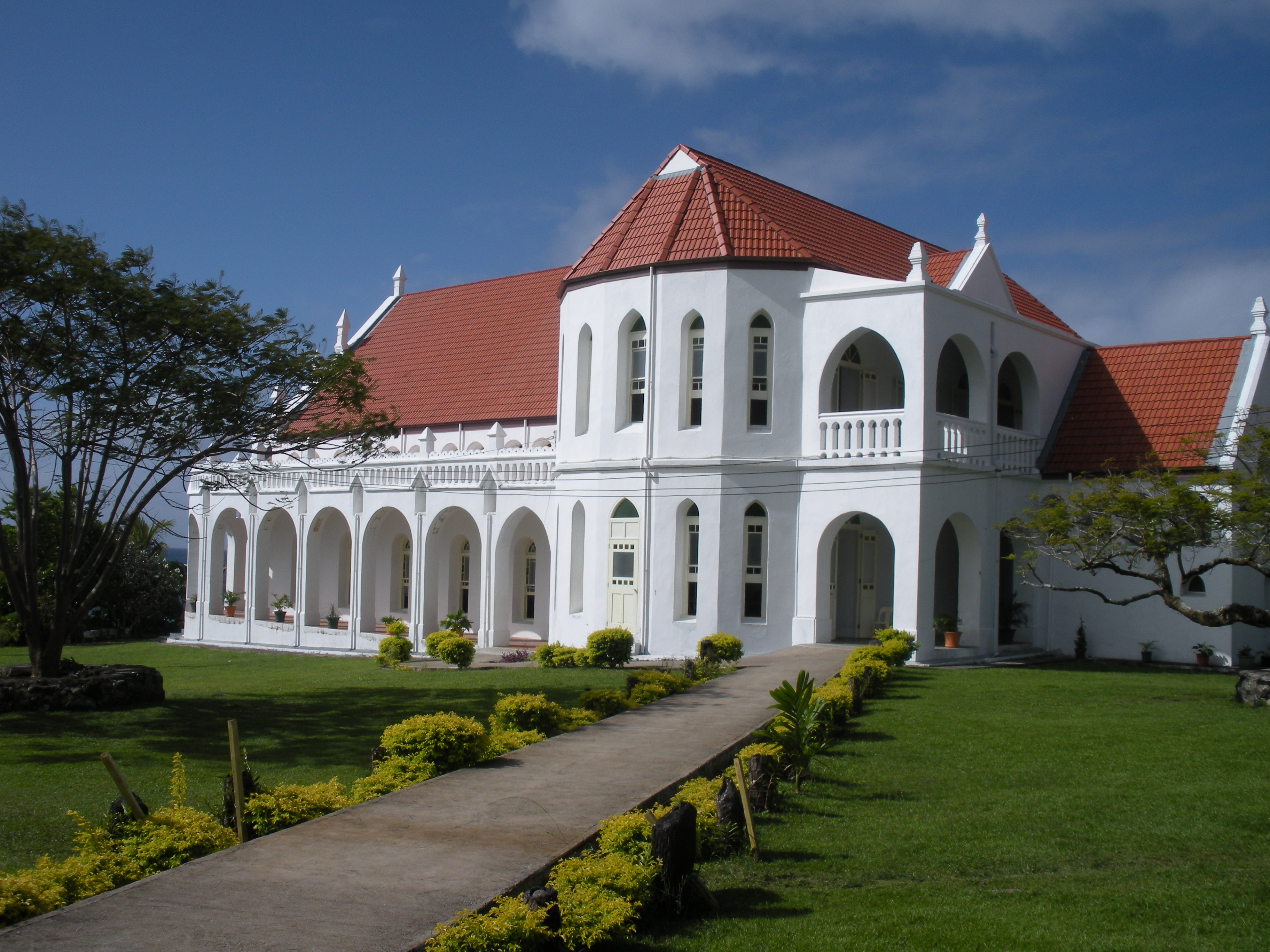
Piula Chapel
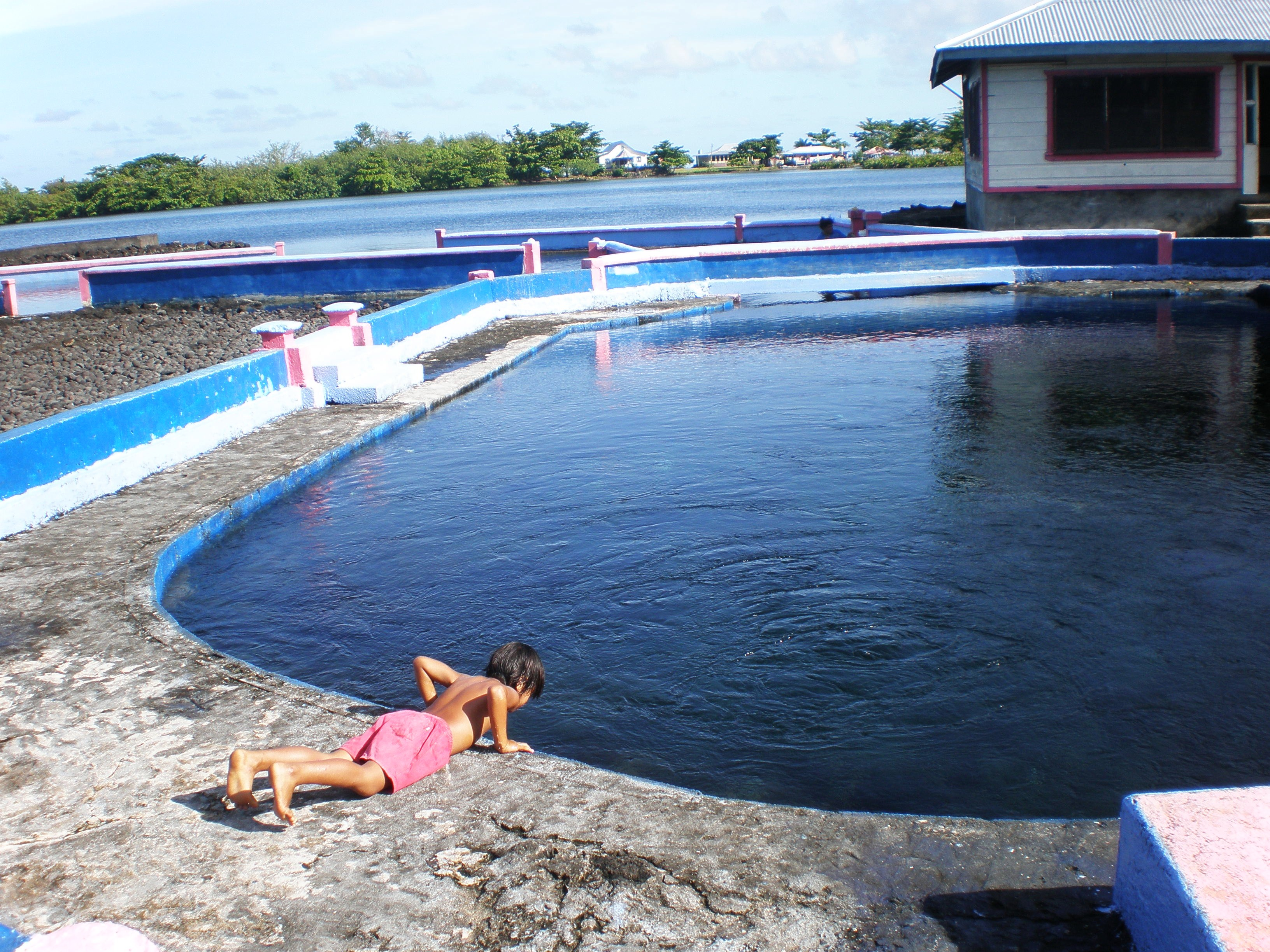
Ein weiterer Süßwasserpool, Mata o le Alelo in Savai'i